# Miami Dolphins 1991
La stagione 1991 dei Miami Dolphins è stata la numero 26 della franchigia, la ventiduesima nella National Football League.

## Scelte nel Draft 1991
| Giro | Scelta | Giocatore      | Ruolo            | College               |
| ---- | ------ | -------------- | ---------------- | --------------------- |
| 1    | 23     | Randal Hill    | Wide Receiver    | Miami (FL)            |
| 3    | 60     | Aaron Craver   | Running back     | Fresno State          |
| 5    | 113    | Bryan Cox      | Linebacker       | Western Illinois      |
| 5    | 121    | Gene Williams  | Offensive guard  | Iowa State            |
| 7    | 191    | Chris Green    | Defensive back   | Illinois              |
| 8    | 220    | Roland Smith   | Defensive back   | Miami (FL)            |
| 9    | 246    | Scott Miller   | Wide receiver    | UCLA                  |
| 10   | 275    | Michael Titley | Tight end        | Iowa                  |
| 11   | 302    | Ernie Rogers   | Offensive guard  | California            |
| 12   | 331    | Joe Brunson    | Defensive tackle | Tennessee-Chattanooga |

## Calendario

### Stagione regolare
| Turno | Data               | Avversario             | Risultato          | Pubblico           |
| ----- | ------------------ | ---------------------- | ------------------ | ------------------ |
| 1     | 1/9/1991           | @ Buffalo Bills        | S 35–31            | 80.252             |
| 2     | 8/9/1991           | Indianapolis Colts     | V 17–6             | 51.155             |
| 3     | 15/9/1991          | @ Detroit Lions        | S 17–13            | 56.896             |
| 4     | 22/9/1991          | Green Bay Packers      | V 16–13            | 56.583             |
| 5     | 29/9/1991          | @ New York Jets        | S 41–23            | 71.170             |
| 6     | 6/10/1991          | @ New England Patriots | V 20–10            | 49.749             |
| 7     | 13/10/1991         | @ Kansas City Chiefs   | S 42–7             | 76.021             |
| 8     | 20/10/1991         | Houston Oilers         | S 17–13            | 60.705             |
| 9     | Settimana di pausa | Settimana di pausa     | Settimana di pausa | Settimana di pausa |
| 10    | 3/11/1991          | @ Indianapolis Colts   | V 10–6             | 55.899             |
| 11    | 10/11/1991         | New England Patriots   | V 30–20            | 56.065             |
| 12    | 18/11/1991         | Buffalo Bills          | S 41–27            | 71.062             |
| 13    | 24/11/1991         | @ Chicago Bears        | V 16–13            | 58,288             |
| 14    | 1/12/1991          | Tampa Bay Buccaneers   | V 33–14            | 51.036             |
| 15    | 9/12/1991          | Cincinnati Bengals     | V 37–13            | 60.616             |
| 16    | 15/12/1991         | @ San Diego Chargers   | S 38–30            | 47.731             |
| 17    | 22/12/1991         | New York Jets          | S 23–20            | 69.636             |

## Classifiche
| AFC East             | AFC East | AFC East | AFC East | AFC East | AFC East | AFC East | AFC East |
|                      | V        | S        | P        | %        | PF       | PS       | Str.     |
| -------------------- | -------- | -------- | -------- | -------- | -------- | -------- | -------- |
| (1) Buffalo Bills    | 13       | 3        | 0        | .813     | 458      | 318      | S1       |
| (6) New York Jets    | 8        | 8        | 0        | .500     | 314      | 293      | V1       |
| Miami Dolphins       | 8        | 8        | 0        | .500     | 343      | 349      | S2       |
| New England Patriots | 6        | 10       | 0        | .375     | 211      | 305      | S1       |
| Indianapolis Colts   | 1        | 15       | 0        | .063     | 143      | 381      | S6       |